# جالی (تگزاس)
جالی، تگزاس (به انگلیسی: Jolly, Texas) یک شهر در ایالات متحده آمریکا با جمعیت ۱۸۸ نفر است که در تگزاس واقع شده‌است.

## موقعیت جغرافیایی
موقعیت جغرافیایی شهرها و مناطق اطراف به شرح زیر است: